# Ten Kate Racing
Ten Kate Racing is een Nederlands motorsportteam, dat in 1995 is opgericht als team dat actief was in de Nederlandse wegracerij. Tegenwoordig is het team actief in het WK Superbike. Met James Toseland won het team in 2007 de titel in de Superbike-klasse; in de Supersport heeft het team tussen 2002 en 2014 9 titels veroverd. Het team komt uit met Yamaha-motoren.

## Wegracerij
In 1995 begon het team met de wegracerij in Nederland. Het team, dat onder leiding staat van Ronald ten Kate, groeide en is nu actief in het World Superbike kampioenschap.
In 2001 stapte ten Kate voor het eerst voor een volledig seizoen in een wereldkampioenschap, het WK Supersport. In 2002 pakte Fabien Foret de eerste titel voor het team. Vervolgens bleef het team de Supersport klasse domineren; in de jaren 2002 tot en met 2008 en in 2010 won het team het kampioenschap.
In 2004 ging het team naast de Supersport klasse ook rijden in de World Superbikes. Chris Vermeulen maakte samen met het team de overstap en finishte op een knappe vierde plaats in het kampioenschap. Vermeulen maakte later de overstap naar de MotoGP. Het team bleef tot 2007 steken met enkele overwinningen, echter wist James Toseland dat jaar het eerste, en tot op heden enige kampioenschap voor het team in de wacht te slepen.
Het team blijft meestrijden om overwinningen in de World Superbikes en Supersport. De talenten van het team kunnen vanuit de Supersport doorgroeien naar de Superbikes, en eventueel naar de MotoGP. In het verleden deden Chris Vermeulen en James Toseland dit al.

## Kampioenschappen

### Superbikes
| Jaar | Winnaar        |
| ---- | -------------- |
| 2007 | James Toseland |

### Supersport
| Jaar | Winnaar               |
| ---- | --------------------- |
| 2002 | Fabien Foret          |
| 2003 | Chris Vermeulen       |
| 2004 | Karl Muggeridge       |
| 2005 | Sébastien Charpentier |
| 2006 | Sébastien Charpentier |
| 2007 | Kenan Sofuoğlu        |
| 2008 | Andrew Pitt           |
| 2010 | Kenan Sofuoğlu        |
| 2014 | Michael van der Mark  |